# Греко-римская борьба на летних Олимпийских играх 1920 — до 82,5 кг
Соревнования по греко-римской борьбе в рамках Олимпийских игр 1920 года в полутяжёлом весе (до 82,5 килограммов) прошли в Антверпене с 16 по 20 июля 1920 года в Зале торжеств Королевского зоологического общества. 
Схватка по регламенту турнира продолжалась два раунда по 10 минут, и если никто из борцов в течение этих раундов не тушировал соперника, назначался дополнительный раунд, продолжительностью 20 минут, и после него (или во время него) победа присуждалась по решению судей. В отдельных случаях для выявления победителя мог быть назначен ещё один дополнительный раунд, продолжительностью 10 минут. Однако после первого дня соревнований организаторы пришли к выводу, что при такой системе они не успеют провести соревнования, и время схватки сократили до одного 10-минутного раунда, в котором победить можно было только на туше и 15-минутного дополнительного раунда, после которого победа отдавалась по решению судей. 
Турнир проводился по системе Бергваля. Титул разыгрывался между 18 борцами. 
Учитывая тот факт, что из-за первой мировой войны соревнования долгое время не проводились, сложно было назвать кого-то явным фаворитом турнира. Тем не менее, предпочтение заранее могло быть отдано олимпийскому чемпиону, чемпиону Европы 1913 года, опытному ветерану Класу Юханссону. Почти все остальные борцы лишь начинали карьеру. Юханссон оправдал ожидания, победив во всех встречах и став двукратным олимпийским чемпионом. Второе место занял Эдиль Розенквист, проигравший Юханссону в первой же встрече, в дальнейшем ставший двукратным чемпионом мира и ещё раз серебряным призёром Олимпиады. В круге претендентов на третье место остались лишь два борца. Аксель Тетенс не стал участвовать, и награда без проведения турнира была вручена ещё одному ветерану турниров Йоханнесу Эриксену

## Призовые места
- Клас Юханссон
- Эдиль Розенквист
- Йоханнес Эриксен

## Турнир за первое место
В левой колонке — победители встреч. Мелким шрифтом набраны те проигравшие, которых победители «тащат» за собой по турнирной таблице, с указанием турнира (небольшой медалью), право на участие в котором имеется у проигравшего. 

### Первый круг
| Участник 1                 | Результат   | Участник 2   |
| -------------------------- | ----------- | ------------ |
| Свен Ольсон Ж. Дувинье     | Туше (1:21) | Жан Дувинье  |
| Франтишек Тазлер О. Тейсен | Туше (0:24) | Оскар Тейсен |

### Второй круг
| Участник 1                   | Результат               | Участник 2                 |
| ---------------------------- | ----------------------- | -------------------------- |
| Клас Юханссон Э. Розенквист  | По очкам                | Эдиль Розенквист           |
| Йоханнес Эриксен Н. Пендлтон | Дисквалификация (18:03) | Нэт Пендлтон               |
| Аксель Тетенс Х. Круусенберг | По очкам                | Херман Круусенберг         |
| Фрэнк Мэйчле С. Ольсон       | По очкам                | Свен Ольсон Ж. Дувинье     |
| Ян Синт Б. Тестони           | Туше (24:45)            | Бруто Тестони              |
| Анри Снек Ф. Кочан           | Туше (31:52)            | Франтишек Кочан            |
| Эмиль Вальхем Б. Кардинале   | По очкам                | Баттиста Кардинале         |
| Аугуст Райала Ф. Тазлер      | Туше (14:58)            | Франтишек Тазлер О. Тейсен |

### Четвертьфинал
| Участник 1                              | Результат    | Участник 2                        |
| --------------------------------------- | ------------ | --------------------------------- |
| Клас Юханссон Э. Розенквист, Й. Эриксен | Туше (6:39)  | Йоханнес Эриксен Н. Пендлтон      |
| Аксель Тетенс Х. Круусенберг, Ф. Мэйчле | Туше (0:22)  | Фрэнк Мэйчле С. Ольсон Ж. Дувинье |
| Ян Синт Б. Тестони, А. Снек             | Туше (16:30) | Анри Снек Ф. Кочан                |
| Эмиль Вальхем Б. Кардинале, А. Райала   | Туше (25:40) | Аугуст Райала Ф. Тазлер О. Тейсен |

### Полуфинал
| Участник 1                                                     | Результат    | Участник 2                                        |
| -------------------------------------------------------------- | ------------ | ------------------------------------------------- |
| Клас Юханссон Э. Розенквист, Й. Эриксен, А. Тетенс Н. Пендлтон | Туше (16:57) | Аксель Тетенс Х. Круусенберг, Ф. Мэйчле С. Ольсон |
| Ян Синт Б. Тестони, А. Снек, Э. Вальхем Ф. Кочан               | Туше (7:06)  | Эмиль Вальхем Б. Кардинале, А. Райала Ф. Тазлер   |

### Финал
| Участник 1                                                                                         | Результат    | Участник 2                                                                |
| -------------------------------------------------------------------------------------------------- | ------------ | ------------------------------------------------------------------------- |
| Клас Юханссон Э. Розенквист, Й. Эриксен, А. Тетенс, Я. Синт Н. Пендлтон, Х. Круусенберг, Ф. Мэйчле | Туше (17:32) | Ян Синт Б. Тестони, А. Снек, Э. Вальхем Ф. Кочан, Б. Кардинале, А. Райала |

## Турнир за второе место

### Полуфинал
| Участник 1                 | Результат   | Участник 2                              |
| -------------------------- | ----------- | --------------------------------------- |
| Йоханнес Эриксен Я. Синт   | Туше (4:54) | Ян Синт Б. Тестони, А. Снек, Э. Вальхем |
| Эдиль Розенквист А. Тетенс | Туше (0:36) | Аксель Тетенс Х. Круусенберг, Ф. Мэйчле |

### Финал
| Участник 1                             | Результат   | Участник 2                            |
| -------------------------------------- | ----------- | ------------------------------------- |
| Эдиль Розенквист А. Тетенс, Й. Эриксен | Туше (1:48) | Йоханнес Эриксен Я. Синт, Н. Пендлтон |

## Турнир за третье место
Аксель Тетенс отказался от участия в турнире за третье место, и бронзовая медаль была вручена Йоханнесу Эриксену.